# Frühling auf dem Eis
Pour plus de détails, voir Fiche technique et Distribution.
Frühling auf dem Eis (titre français : Le Printemps sur la glace) est un film autrichien réalisé par Georg Jacoby sorti en 1951.

## Synopsis
Le directeur de revue Gordon limoge la talentueuse danseuse Eva de sa revue sur glace parce que son succès est supérieur à celui de sa femme, la star jalouse Alida. Les collègues qui défendent Eva sont également licenciés. Le journaliste de radio Thomas Haller essaie de donner à Eva et à ses collègues d'autres occasions de se produire avec un spectacle en plein air. Cependant, une averse fait fondre la couverture de glace du lac pendant les préparatifs. Quand l'ensemble de l'organisateur de la revue se met en grève pour aider ses collègues, la nouvelle revue Le Printemps sur la glace commence. C'est un grand succès et Thomas gagne le cœur d'Eva.

## Fiche technique
- Titre : Frühling auf dem Eis
- Réalisation : Georg Jacoby assisté de Karl Stanzl
- Scénario : Johannes Mario Simmel
- Musique : Nico Dostal, Hanns Elin
- Direction artistique : Julius von Borsody
- Costumes : Hill Reihs-Gromes
- Photographie : Hanns König
- Son : Alfred Norkus (de), Hans Riedl
- Montage : Arnfried Heyne
- Production : J. A. Vesely (de)
- Sociétés de production : Nova-Film
- Société de distribution : Universal-Film
- Pays d'origine :  Autriche
- Langue : allemand
- Format : Couleur - 1,37:1 - Mono - 35 mm
- Genre : Musical
- Durée : 95 minutes
- Dates de sortie :
  -  Autriche : 10 février 1951.
  -  Allemagne de l'Est : 16 mars 1951.
  -  Allemagne : 25 mai 1951.
  -  Finlande : 9 novembre 1951.
  -  Suède : 13 octobre 1952.
  -  France : 27 février 1953[1].
  -  Hongrie : 1er avril 1954.
  -  Danemark : 16 août 1956.
  -  Portugal : 6 juin 1957.

## Distribution
- Eva Pawlik : Eva
- Hans Holt : Thomas Haller
- Herta Mayen : Alida Gordon
- Oskar Sima : Herbert Gordon
- Albin Skoda : Manuel
- Ernst Waldbrunn : Nachtwächter
- Karl Skraup (de) : Gottlieb Hinterstoisser
- Heinz Conrads : Poldi
- Robert Tessen (de) : Otto Wagner
- Gaby Philipp : Maria
- Emmy Putzinger : Une patineuse artistique
- Hellmut May : Un patineur artistique
- Rudi Seeliger (de) : Un patineur artistique
- Bertl Capek : Le clown
- Edith Petter : Une acrobate sur glace
- Erni Zlam : Une acrobate sur glace

## Production
Le film est tourné dans les Rosenhügel-Filmstudios. Les prises extérieures sont faites à l'aéroport de Vienne-Schwechat.
La Wiener Eisrevue (de) profite de sa pause de la tournée de l'été 1950 pour faire son premier long métrage. L'objectif principal est de rapprocher faire connaître l'ensemble avec Eva Pawlik (vice-championne olympique en 1948 et championne d'Europe en 1949) à un public encore plus large que ne le permettent les tournées européennes de la Wiener Eisrevue avec environ 300 représentations par an. Frühling auf dem Eis est le premier des sept films de la Wiener Eisrevue.
Au moment du tournage, les Rosenhügel-Filmstudios sont sous administration soviétique, c'est pourquoi le film est doublé dans de nombreuses langues, mais pas en anglais. En raison de certains parallèles dans l'intrigue et le décor, le film Frühling auf dem Eis, bien que tourné en été, en termes d'intrigue et de type de sport, est considéré comme le jumeau d'hiver du long métrage Das Kind der Donau (de) avec Marika Rökk (également réalisé par Georg Jacoby). Après Das Kind der Donau, Frühling auf dem Eis est le deuxième film couleur de l'histoire du cinéma autrichien.

## Source de la traduction
- (de) Cet article est partiellement ou en totalité issu de l’article de Wikipédia en allemand intitulé « Frühling auf dem Eis » (voir la liste des auteurs).